# Alfred III zu Windisch-Graetz

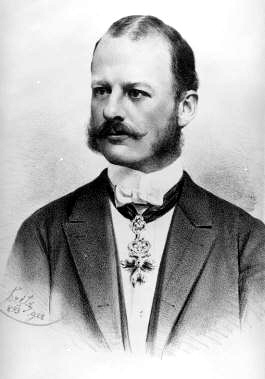
Alfred Windisch-Graetz

Alfred August Karl Maria Wolfgang Erwin Fürst zu Windisch-Graetz (Praag, 31 oktober 1851 - Tachov, 23 november 1927) was van 1893 tot 1895 minister-president van Oostenrijk.
Hij was de oudste zoon van Alfred II zu Windisch-Graetz en Maria Hedwig Karolina von Lobkowitz, een dochter van de politicus Georg Christian von Lobkowitz en Anna van Liechtenstein, een dochter van vorst Alois II. De veldmaarschalk Alfred I zu Windisch-Graetz was zijn grootvader.
Na het gymnasium studeerde hij rechten aan de Universiteit Bonn en de Carolo-Ferdinandea-Universiteit te Praag, waar hij in 1877 promoveerde. Kort daarna huwde hij met Gabriele von Auersperg. Bij de dood van zijn vader in 1876 werd hij erfelijk lid van het Herrenhaus en in 1883 lid van het Reichsgericht. Van 1893 tot 1895 leidde hij als minister-president een coalitie van Polen, katholiek-conservatieven en linksen. Hij stierf in 1927 te Tachov (Tachau), dat inmiddels tot Tsjechië behoort.
Beust · K. von Auersperg · Taaffe · Plener · Hasner von Artha · Potocki · Hohenwart · Holzgethan · A. von Auersperg · Stremayr · Taaffe · Windisch-Graetz · Kielmansegg · Badeni · Gautsch von Frankenthurn · Thun ·  Clary-Aldringen · Wittek · Koerber · Gautsch von Frankenthurn · Hohenlohe-Schillingsfürst · Beck · Bienerth-Schmerling · Gautsch von Frankenthurn · Stürgkh · Koerber · Clam-Martinic · Seidler von Feuchtenegg · Hussarek von Heinlein · Lammasch